# Бехарано, Антонио-Кабрал
Антонио-Кабрал Бехарано (31 октября 1798 - 1 августа 1861) — испанский художник-костумбрист, представитель романтического направления в живописи. Один из создателей Музея изящных искусств Севильи, впоследствии его директор.

## Биография
Потомственный живописец, прадед и отец будущего живописца также были художниками. Бехарано учился живописи у своего отца. В 1812 году, после французского вторжения в Севилью в ходе Наполеоновских войн, Бехарано поступил в Школу трех благородных искусств. В 1814 году молодой художник работает вместе с отцом над оформлением монастыря Святой Троицы, а в 1816 году - Генерального архива Индий. Оформление архива Индий было приурочено к приезду в Севилью португальских принцесс Марии Изабеллы и Франсишки де Браганса, направлявшихся в Мадрид для бракосочетания с королем Фердинандом VII и его братом Карлосом.
В 1819 году участвует в создании надгробия Марии Изабеллы де Браганса в Севильском кафедральном соборе и делает гравировку с изображением надгробия для памятной книги.
В 1825 году Бехарано назначен доцентом кафедры Перспективы в Школе трех благородных искусств, студентами которой на тот момент были Мануэль Баррон и Андрес Кортес и Агилар.
В 1829 году городской совет Севильи поручил Бехарано постройку «Храм Гименея» на Пласа-де-ла-Энкарнасьон, в честь свадьбы Фердинанда VII и Марии Кристины де Бурбон.

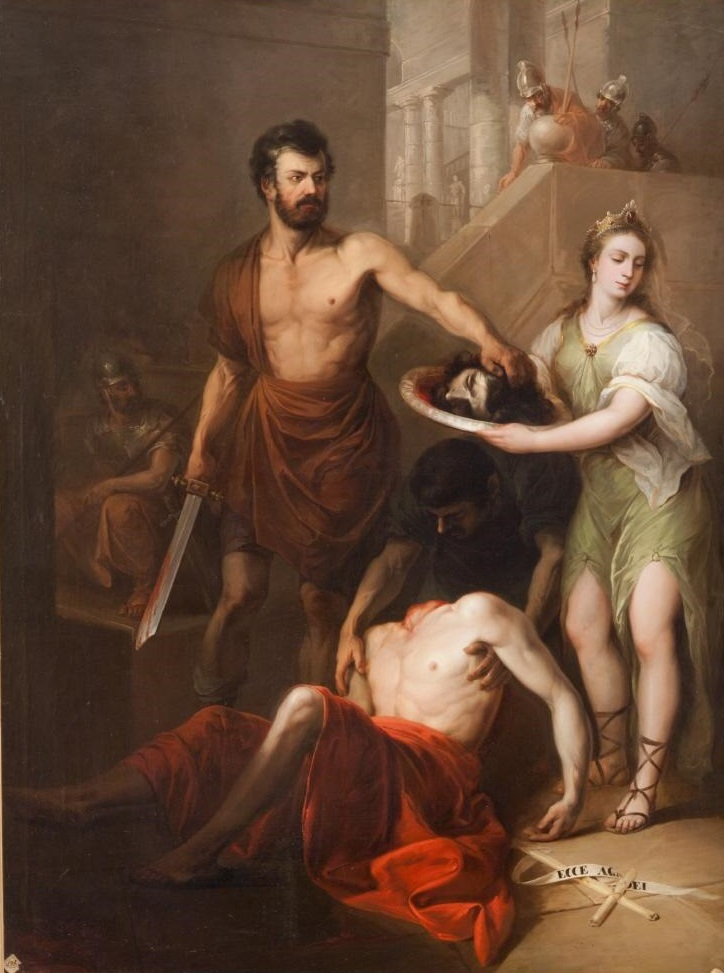
Усекновение главы Иоанна Предтечи (1836) Королевская академия изящных искусств Сан-Фернандо

В 1835 году за работу «Усекновение головы Иоанна Крестителя» он получает титул академика Королевской академии изящных искусств Сан-Фернандо.
В 1837 году Бехарано назначен членом управляющей комиссии недавно созданного Музея изящных искусств Севильи. В 1839 году городской совет Севильи заказывает ему монумент «Храм мира», в честь подписания Вергарской конвенции, положившей конец Первой карлистской войне.
В 1840 году он был назначен директором Музея изящных искусств Севильи, став первым человеком, занявшим эту должность в истории музея.

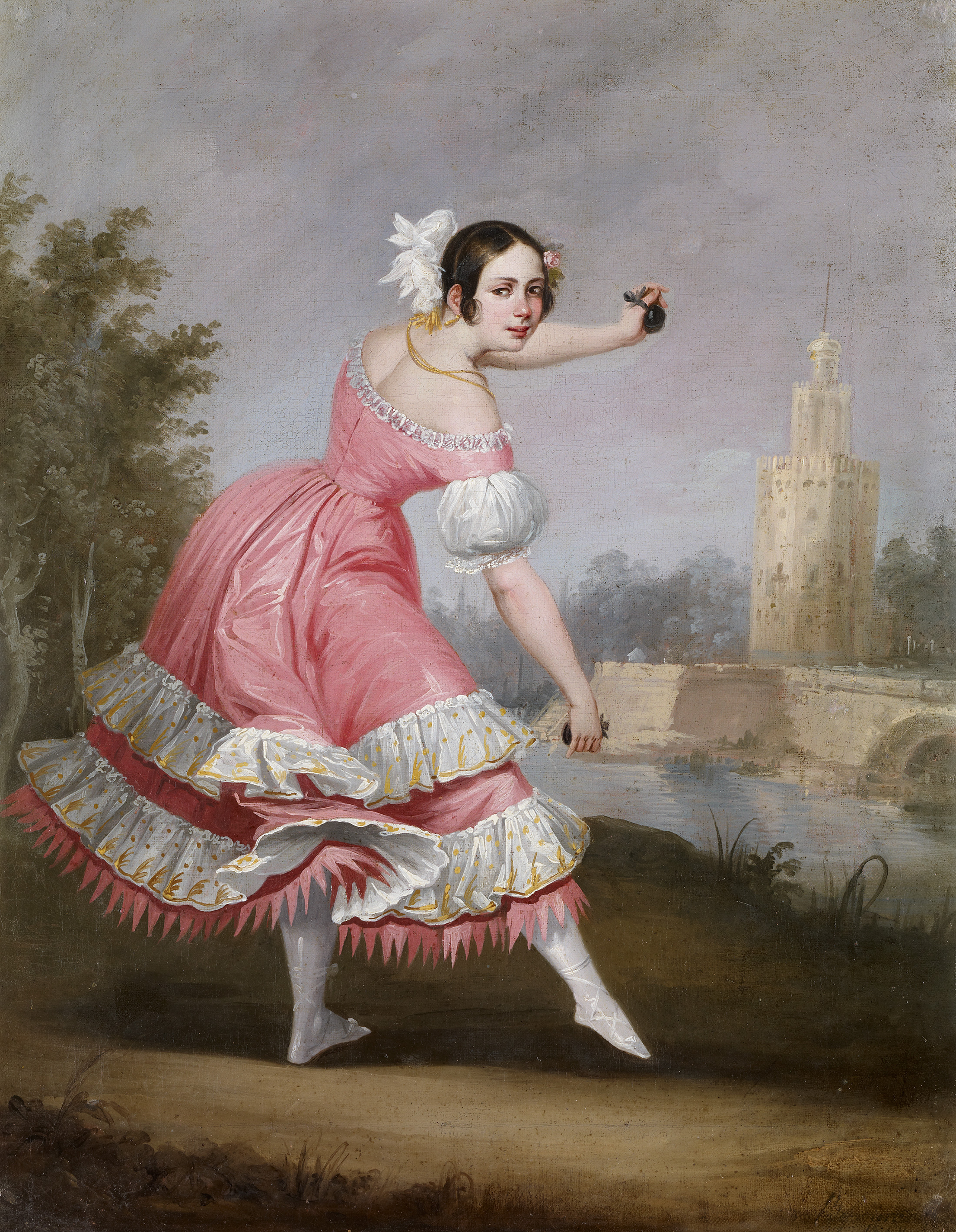
Танцовщица болеро (1842). Холст, масло. 53x42 см.

В 1850 году Бехарано назначен директором Академии изобразительных искусств Севильи. Между 1850 и 1857 годами он сделал несколько работ для герцога де Монпансье. Среди этих картин - изображение часовни дворца Сан-Тельмо и портреты
знаменитых севильцев.
В июле 1853 года Бехарано был обвинен в продаже пятидесяти картин из собрания Музея изящных искусств и отстранен от должности директора, однако был восстановлен после того, как вернул полотна в музей.
Трое сыновей из девяти детей Бехарано — Франциск, Мануэль и Хуан также были художниками.